# 刺柄凤尾蕨
刺柄凤尾蕨（学名：Pteris esquirolii var. muricatula）为凤尾蕨科凤尾蕨属下的一个变种。

## 扩展阅读
- 維基物種上的相關：刺柄凤尾蕨